# Raymond Walburn
Raymond Walburn, född 9 september 1887 i Plymouth, Indiana, död 26 juli 1969 i New York, var en amerikansk skådespelare. Walburn var en flitig birollsaktör i komedifilmer från Hollywood under främst 1930-talet och 1940-talet. Frank Capra och Preston Sturges använde honom i flera av sina filmer. Ofta spelade han snobbiga personer i komedier. Walburn gjorde även teaterroller på Broadway 1914-1965.

## Filmografi
- 1934 – Jealousy
- 1934 – The Defense Rests
- 1934 – Greven av Monte Cristo
- 1934 – Han, hon och hästen
- 1935 – I'll Love You Always
- 1935 – Hon gifte sig med chefen
- 1935 – It's a Small World
- 1935 – Glada musikanter
- 1936 – En gentleman kommer till stan
- 1936 – Cissy
- 1936 – Beräknande fruar
- 1936 – Mitt liv är en dans
- 1937 – Broadways melodi 1938
- 1938 – Start Cheering
- 1939 – Heaven with a Barbed Wire Fence
- 1939 – Eternally Yours
- 1939 – Frihetens sång
- 1940 – Jag hatar dej, älskling!
- 1940 – Nattens brigad
- 1940 – Jul i juli
- 1941 – Oh, Louisiana
- 1942 – The Man in the Trunk
- 1943 – Dixie Dugan
- 1943 – Desperados
- 1944 – Ja, må han leva
- 1945 – The Cheaters
- 1946 – Frukostklubben i Hollywood
- 1946 – Min fru tar semester
- 1947 – Åh, en sån onsdag
- 1948 – I valet och kvalet
- 1949 – Den Blonda tornadon
- 1950 – Riding High
- 1951 – Tur i olyckan
- 1954 – She Couldn't Say No